# Débora Duarte
Débora Susan Duke, también conocida como Débora Duarte (Sao Paulo, 2 de enero de 1950) es una actriz y poeta brasileña conocida por su participación en telenovelas. Es la madre de Paloma Duarte, hija de Marisa Sanches e hijastra del actor Lima Duarte, del cual toma su apellido artístico.

## Carrera
Desde su infancia ya demostraba tener talento, trabajó para diferentes canales de televisión, como por ejemplo: TV Tupi y Globo.
Entre sus trabajos más notorios se encuentran el papel protagonista de Eloá Pellegrini en la telenovela Cuerpo a Cuerpo y en sus trabajos más recientes podemos verla en un pequeño personaje en la telenovela Babilônia donde ha interpretado al personaje de Celina, familiar de Inês Junqueira,personaje interpretado por Adriana Esteves, villana principal de la historia junto a Glória Pires, que interpreta el papel de Beatriz Amaral Rangel, la otra gran villana de la historia. La periodista Laura Malim escribió una biografía suya que fue publicada en 2011.

## Filmografía

### Televisión
| Año  | Título                            | Personaje                        |
| ---- | --------------------------------- | -------------------------------- |
| 2015 | Babilônia                         | Celina Junqueira                 |
| 2014 | Sexo e as Negas                   | Rosimere                         |
| 2012 | Lado a Lado                       | Eulália Praxedes                 |
| 2011 | Cordel Encantado                  | Amália                           |
| 2010 | Tempos Modernos                   | Tertuliana (Tertu)               |
| 2009 | Toma Lá, Dá Cá                    | Moaciara                         |
| 2008 | Dicas de um Sedutor               | Madre de Carlos                  |
| 2008 | Três Irmãs                        | Florinda Áquila                  |
| 2007 | Paraíso Tropical                  | Hermínia Vilela                  |
| 2004 | Como uma Onda                     | Alice Prata                      |
| 2003 | Canavial de Paixões               | Teresa Giácomo                   |
| 2002 | O Quinto dos Infernos             | Amália                           |
| 2001 | Porto dos Milagres                | Olímpia                          |
| 2000 | Malhação 2000                     | Leila Schmidt (Madre de Érika)   |
| 1999 | Terra Nostra                      | Maria do Socorro Teles de Aranha |
| 1998 | Hilda Furacão                     | Tia Sãozinha                     |
| 1995 | Explode Coração                   | Marisa                           |
| 1994 | Pátria Minha                      | Carmita Bevilácqua               |
| 1993 | Sonho Meu                         | Mariana                          |
| 1991 | Grande Pai                        | Maria                            |
| 1989 | Cortina de Vidro                  | Giovanna                         |
| 1988 | Bebê a Bordo                      | Joana Mendoça                    |
| 1987 | A Rainha da Vida                  | Estela                           |
| 1984 | Padre Cícero                      | Maria de Araújo                  |
| 1984 | Cuerpo a cuerpo                   | Eloá Pellegrini                  |
| 1984 | Partido Alto                      | Laura                            |
| 1983 | Parabéns a Você                   | Maria Rita                       |
| 1982 | Elas por Elas                     | Rosa                             |
| 1981 | Jogo da Vida                      | Beatriz Madureira                |
| 1980 | Coração Alado                     | Camila Karany (Catucha)          |
| 1979 | Cara a Cara                       | Regina                           |
| 1977 | ''O Profeta                       | Carola                           |
| 1976 | Anjo Mau                          | Sonia                            |
| 1975 | Pecado Capital                    | Vilminha Lisboa                  |
| 1975 | Escalada                          |                                  |
| 1974 | O Espigão                         | Dora                             |
| 1973 | Carinhoso                         | Marisa                           |
| 1972 | A Patota                          | Nely                             |
| 1972 | Bicho do Mato                     | Ruth                             |
| 1971 | Editora Mayo, Bom dia             | Jô                               |
| 1970 | Toninho on the Rocks              | Anita                            |
| 1970 | As Bruxas                         | Stella                           |
| 1969 | João Luca Jr.                     |                                  |
| 1968 | Beto Rockfeler                    | Lu                               |
| 1968 | O Homem que Sonhava Colorido      |                                  |
| 1968 | O Décimo Mandamento               | Mariana                          |
| 1968 | O Morro dos Ventos Uivantes       | Catarina (jovem)                 |
| 1967 | ''Os Miseráveis                   | Cosette                          |
| 1967 | O Grande Segredo                  | Nina                             |
| 1966 | ''Ninguém Crê em Mim              | Martinha                         |
| 1965 | O Pecado de Cada Um               | Mônica                           |
| 1965 | Ana Maria, Meu Amor               |                                  |
| 1965 | A Outra                           | Carina                           |
| 1964 | Quem Casa com Maria?              | Maria das Graças                 |
| 1964 | Gutierritos, o Drama dos Humildes |                                  |